# Pareclipsis umbrata
Pareclipsis umbrata là một loài bướm đêm trong họ Geometridae.